# Гет-Лоо
Гет-Лоо (нід. Paleis Het Loo) — найбільший серед палацово-паркових ансамблів Нідерландів доби бароко 17 століття, що став музеєм після відновлення в 20 столітті. Розташований поблизу Апелдорна.

## Історія

### Виникнення

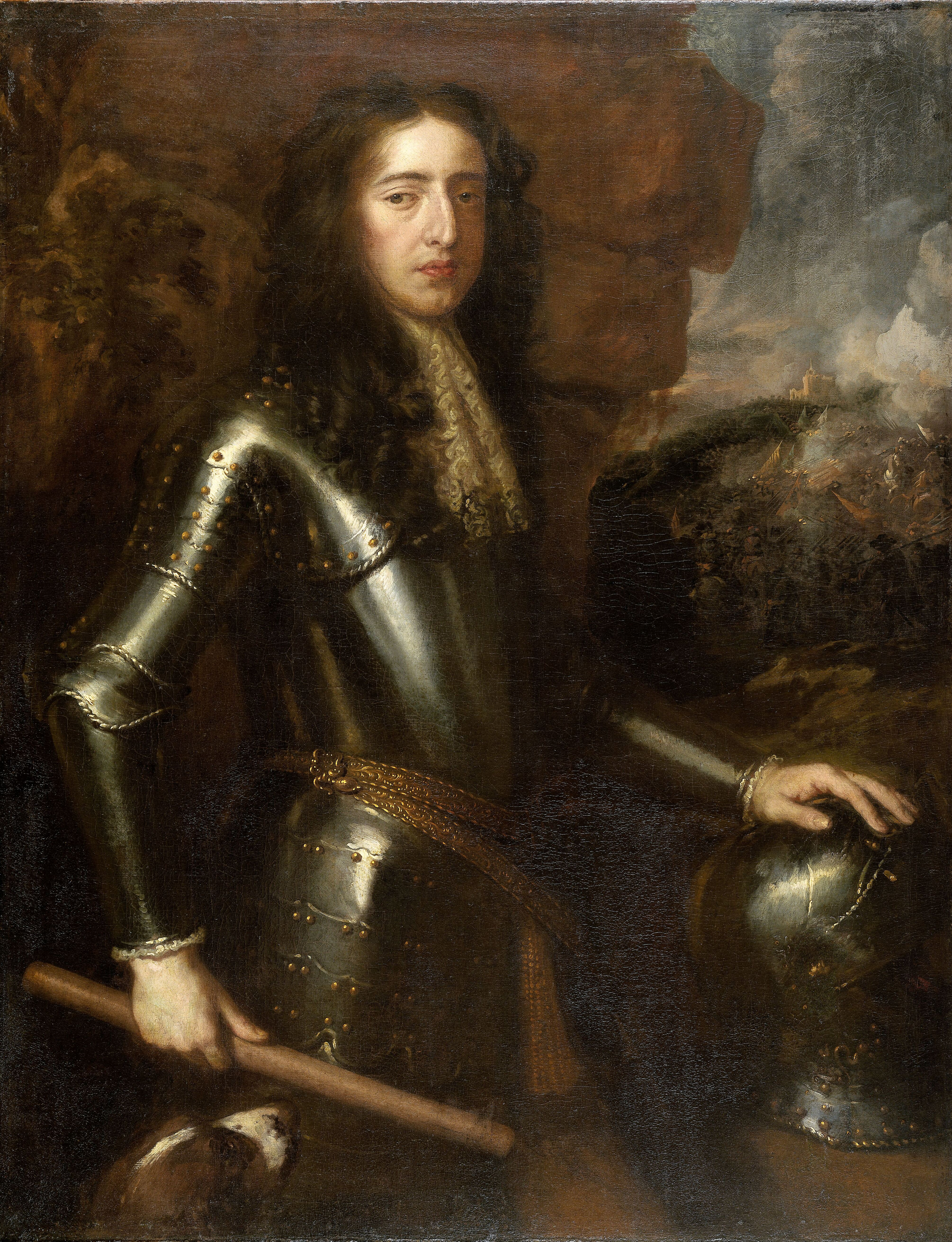
Вільгельм ІІІ Оранський, король Англії з 1689 р.

Парково-палацовий ансамбль Гет-Лоо виник як копія Версаля, але менших розмірів і в формах дуже стриманого голландського бароко кінця 17 століття.
Як і в Версалі, формування ансамблю почалося з невеликого мисливського будинку вельможної родини принців Оранських. Необхідність мати парадну резиденцію на зразок уславленого Версалю і спонукала Вільгельма ІІІ Оранського почати розбудову у 1686—1695 рр. До робіт запросили голландського майстра Якоба Романа і таємничого француза Даніеля Маро, точні роки життя якого не з'ясовані досі. Барокове садово-паркове мистецтво Європи до кінця 17 століття пройшло майже 150-річний шлях збагачення і розвитку. Тому ансамбль Гет-Лоо увібрав майже усі знахідки попередніх садів. У Гет-Лоо були і італійські тераси, і барокові каскади, і декілька різновидів садових партерів, які так полюбляли у Франції.
Гет-Лоо парадний, але досить еклектичний зразок саду бароко без надмірностей і гігантоманії Версалю. До того ж, в Голландії було мало земель, що обмежувало розміри ділянки парку. Але були і відмінності.
На роботи в Гет-Лоо запросили співвітчизника таємничого мандрівника і художника Корнеліса де Брейна, що теж перебував колись на Близькому Сході. Це — інженер і гідравлік Рогір ван Кліф. Останній працюватиме на будівельному майдані в палацово-парковому ансамблі Гет-Лоо Вільгельма Оранського, який зажадав, щоби верхівки його фонтанів в саду бароко були трохи вищі за фонтани французького короля Луї XIV у Версалі. Король Франції таки отримав політичного ляпаса, бо голландський інженер Рогір ван Кліф справді виконав завдання Вільгельма Оранського.
Для голландських барокових садів характерне несиметричне, бічне розташування помешкання володаря, неповна симетрія ділянок саду, сполучення декоративних дерев поряд з корисними сільськогосподарськими рослинами. Гет-Лоо був винятком, бо був королівською резиденцією, яку використовували лише влітку з представницькою метою.

### Первісний план

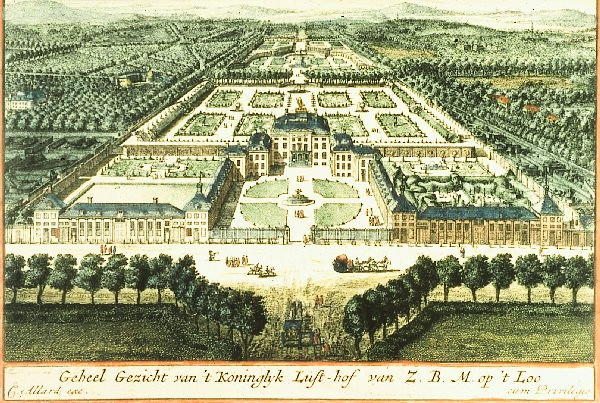
Гравер Даніель Маро. Стара гравюра Хет Лоо з розфарбуванням, початок 18 ст.

Первісний план Гет-Лоо зафіксований на кресленнях початку 18 століття. На 1-й терасі стояв невеликих розмірів палац, що мав ступеневу форму, як і фасад Версаля з під'їзного боку. Відмінностями були невеликі розміри і майже повна відсутність оздоблення і скульптур на фасадах. Аскетичний фасад доповнювали тільки невеликі бічні, мережеві партери і бічні галереї. Необхідність в нових приміщеннях спонукала до перебудови палацу. У 1691—1694 рр. колонади замінили на павільйони, де розмістили нові королівські зали, нову їдальню, каплицю і довгу галерею.
Ансамбль мав чітку осьову побудову, яку використовували ще з часів італійського Відродження. Вісь симетрії проходила крізь середину палацу і продовжувалась в регулярному парку за палацом. Друга тераса була найпарадніша. Її прикрашали три фонтани і вісім мережевих партерів.

### Королівські додатки

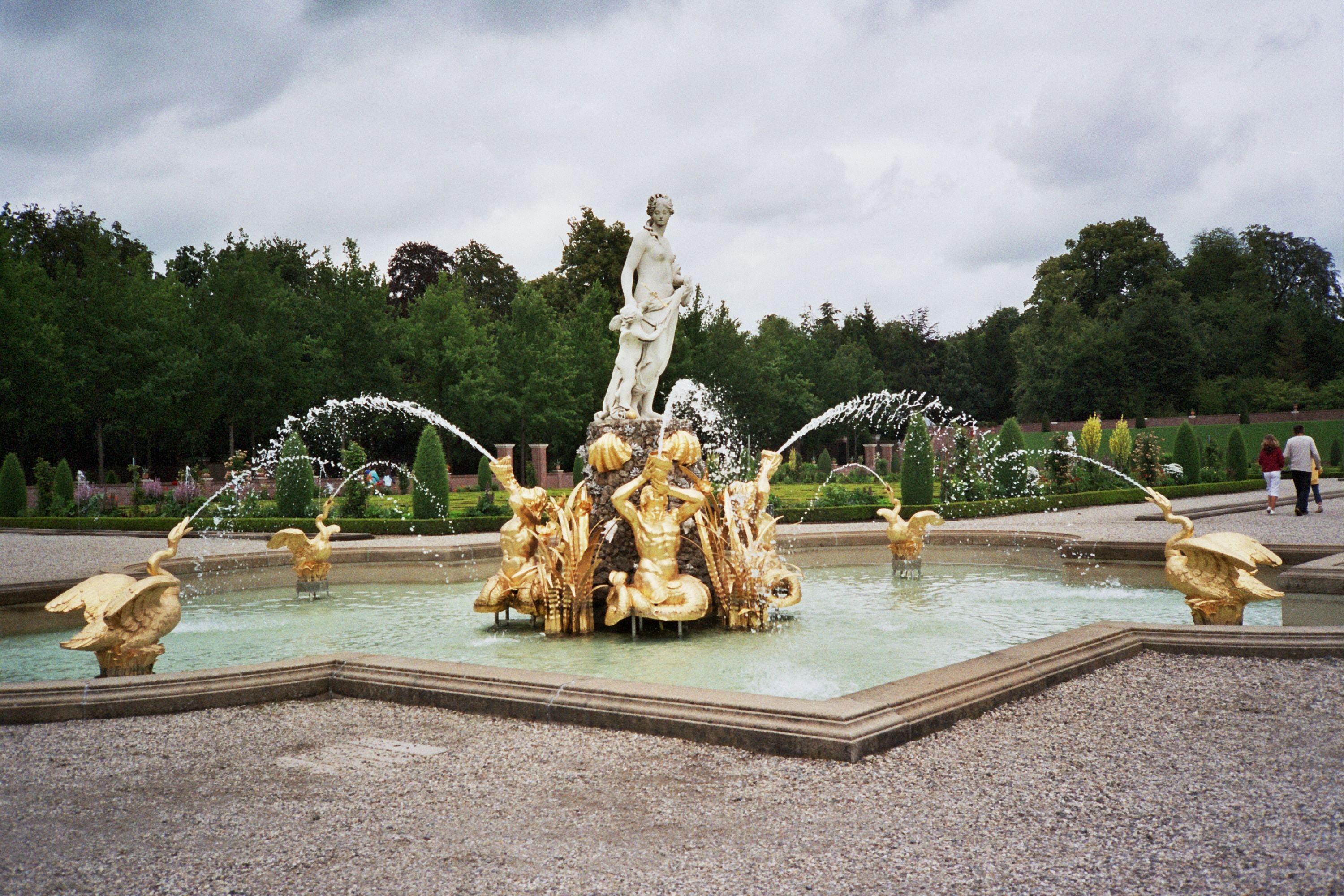

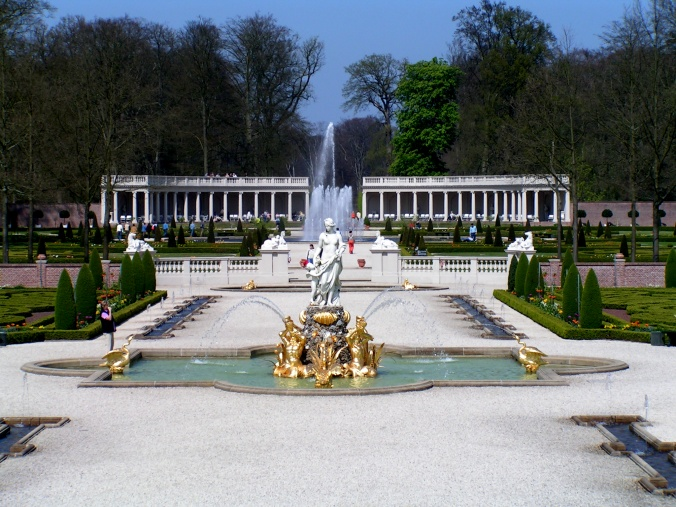

Найбільші фонтани парку розмістили на третій терасі посеред складних мережевих партерів складного малюнку. Три перші тераси парку мали повну симетрію. Пізні ділянки-додатки парку відступали від симетрії, як і в Версалі заради створення уславлених атракцій (Каскад в Нижньому парку, дзеркала французьких басейнів тощо).
Найбільшим серед фонтанів парку був «Фонтан Короля», водний струмінь якого сягав 13 метрів. Власника Гет-Лоо обрали королем Англії і великі додатки до парку виникли наприкінці 17 і на початку 18 ст. Добудова Г-подібних корпусів до палацу і бічних веж зі шпилями створила курдонер (парадний двір) і надала ансамблю більшої неповторності попри копіювання плану споруд Версаля.
Найбільший серед парків Голландії був темою гравюр багатьох голландських художників, майстрів офорту. Тому дослідники мають можливість вивчати і первісний план ансамблю, і мати уяву про вигляд різних ділянок і куточків парку.

### Наполеонівська навала і загибель барокового парку
На початку 19 століття Голландія зазнала зміни влади. Трон короля Голландії посів Луї Наполеон і бароковий парк Хет Лоо знищили. Ділянку захаращеного парку у 1807 році засипали піском, а поверху розпланували пейзажний парк за новою модою. В такому вигляді парк перебував майже 150 років.

### Реставрація в 20 ст.

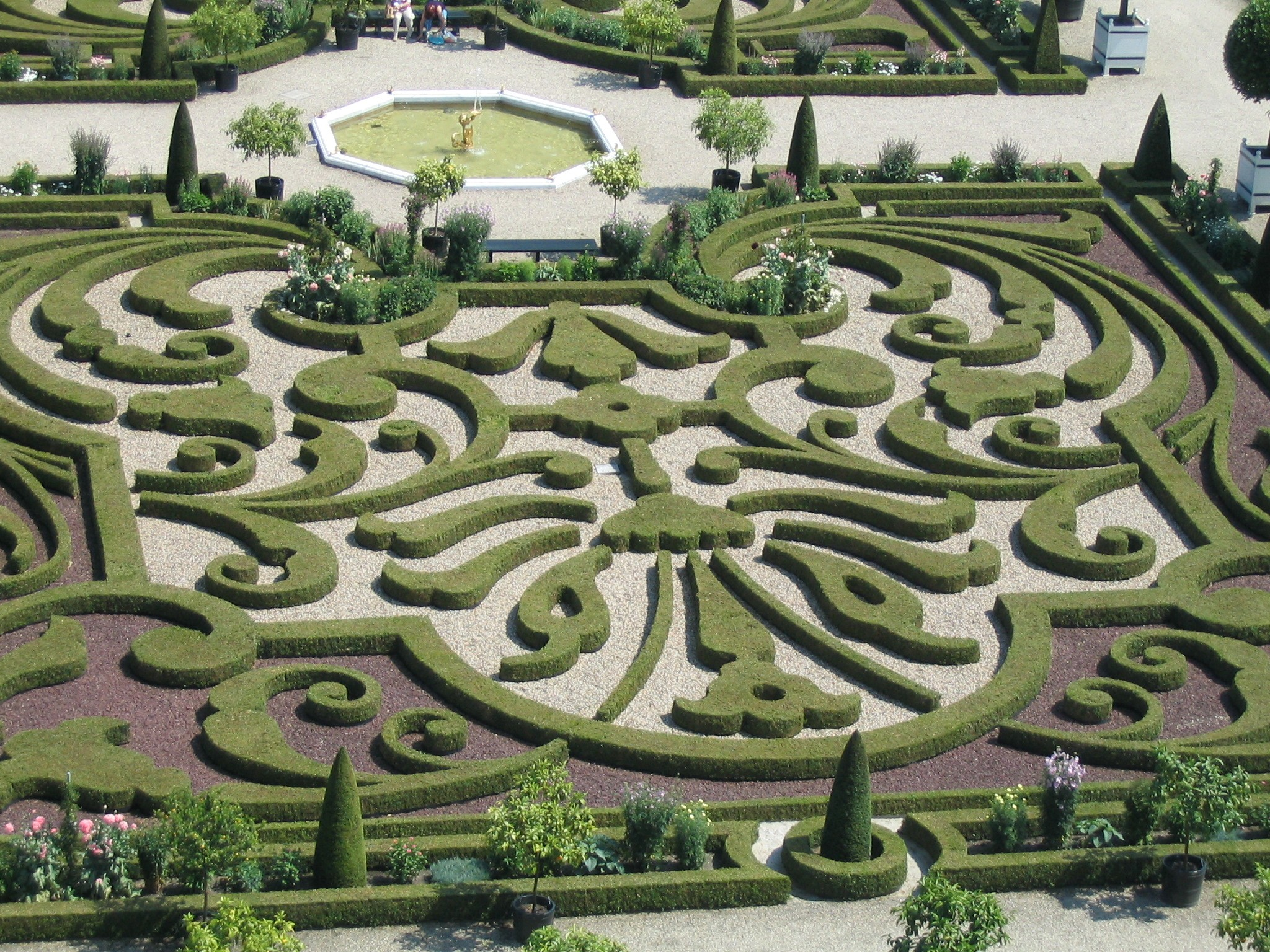

Відновленням найкращого серед історичних парків Голландії зайнялися лише після Другої світової війни. Тоді була розроблена велика реставраційна програма, яку повністю втілили в життя до 1984 року. Відновлена лише найкраща регулярна частина парку на 1-й та 2-й терасах. Великі старі дерева на третій терасі залишили недоторканими, упорядкувавши лише центральну алею з фонтанами.

### Збірка живопису в палаці

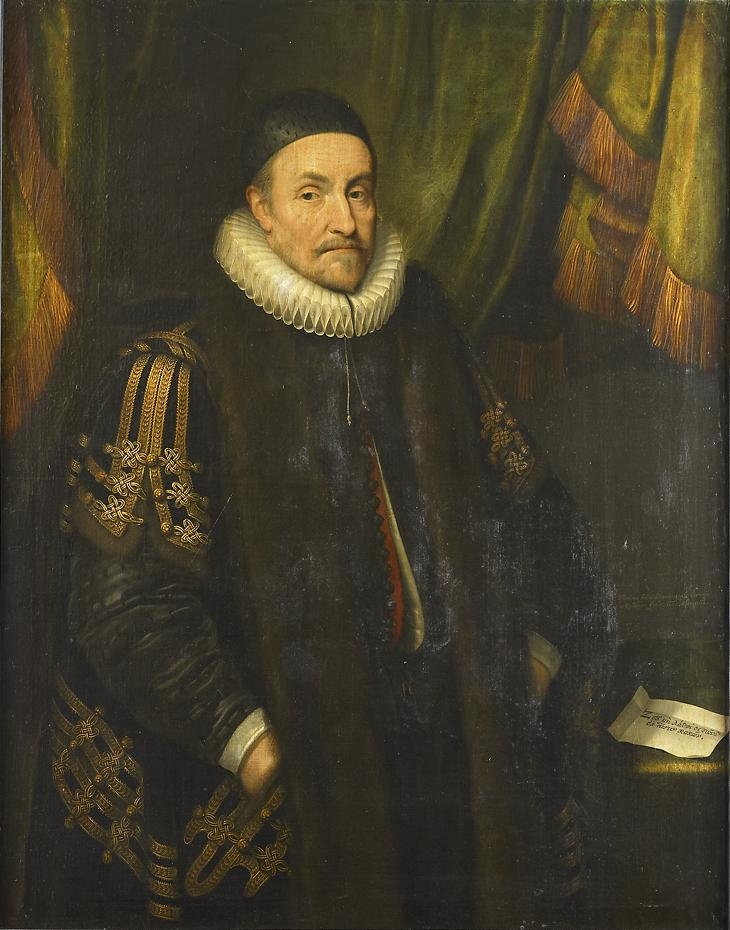
Міхіл Янс ван Міревелт (майстерня). Віллем І,принц Оранський (1533-1584)
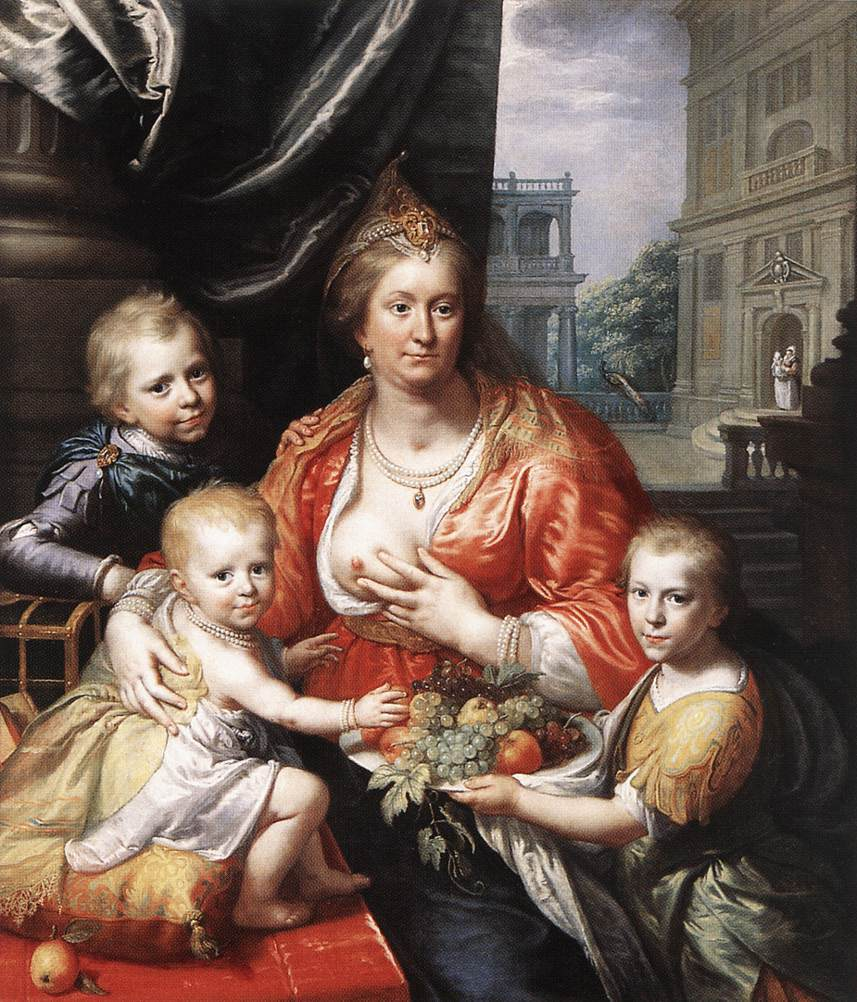
Паулюс Морелсе. Софія Гедвіг Брауншвайґ-Волфенбюттельська з трьома синами.
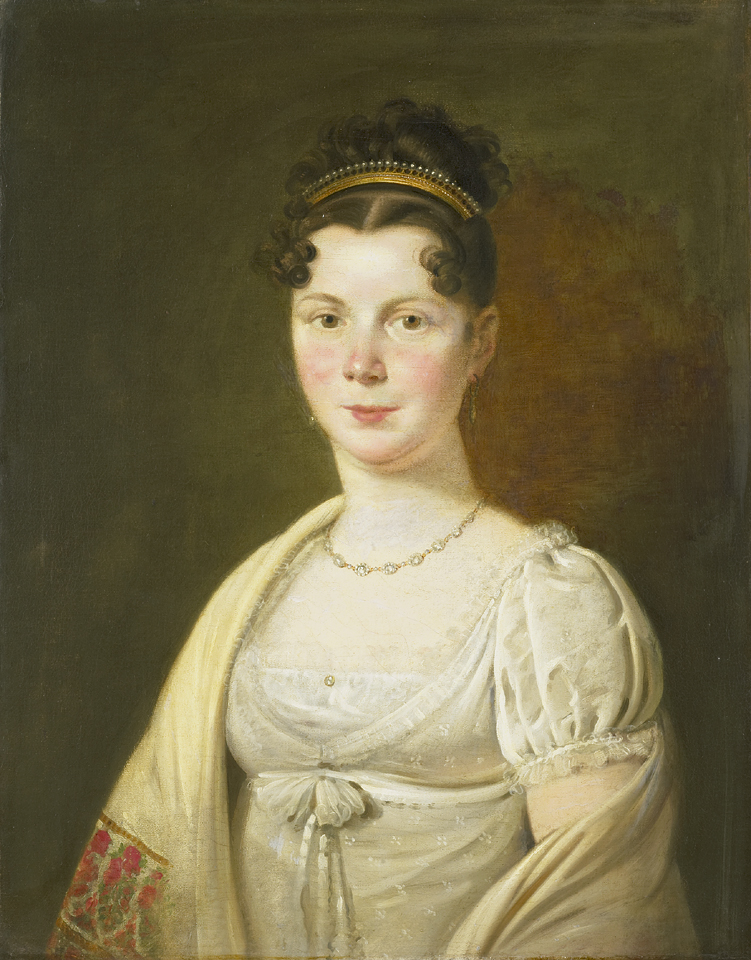
Адріан де Ліль. Вільгельміна Марія Гак (1788-1857)

## Декор палацових зал (вибрані фото)

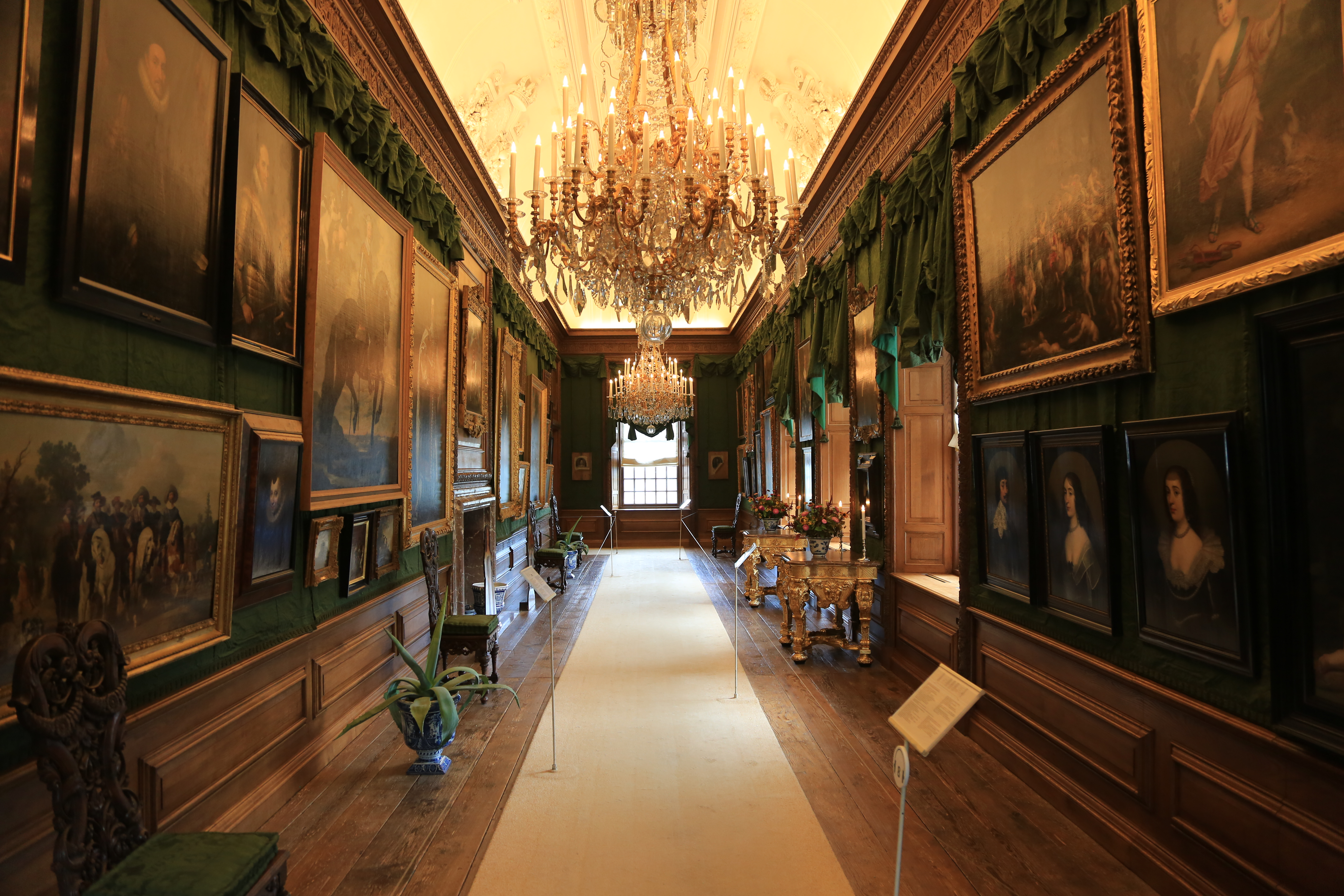
Картинна галерея палацу Гет-Лоо, фото 2012 р.

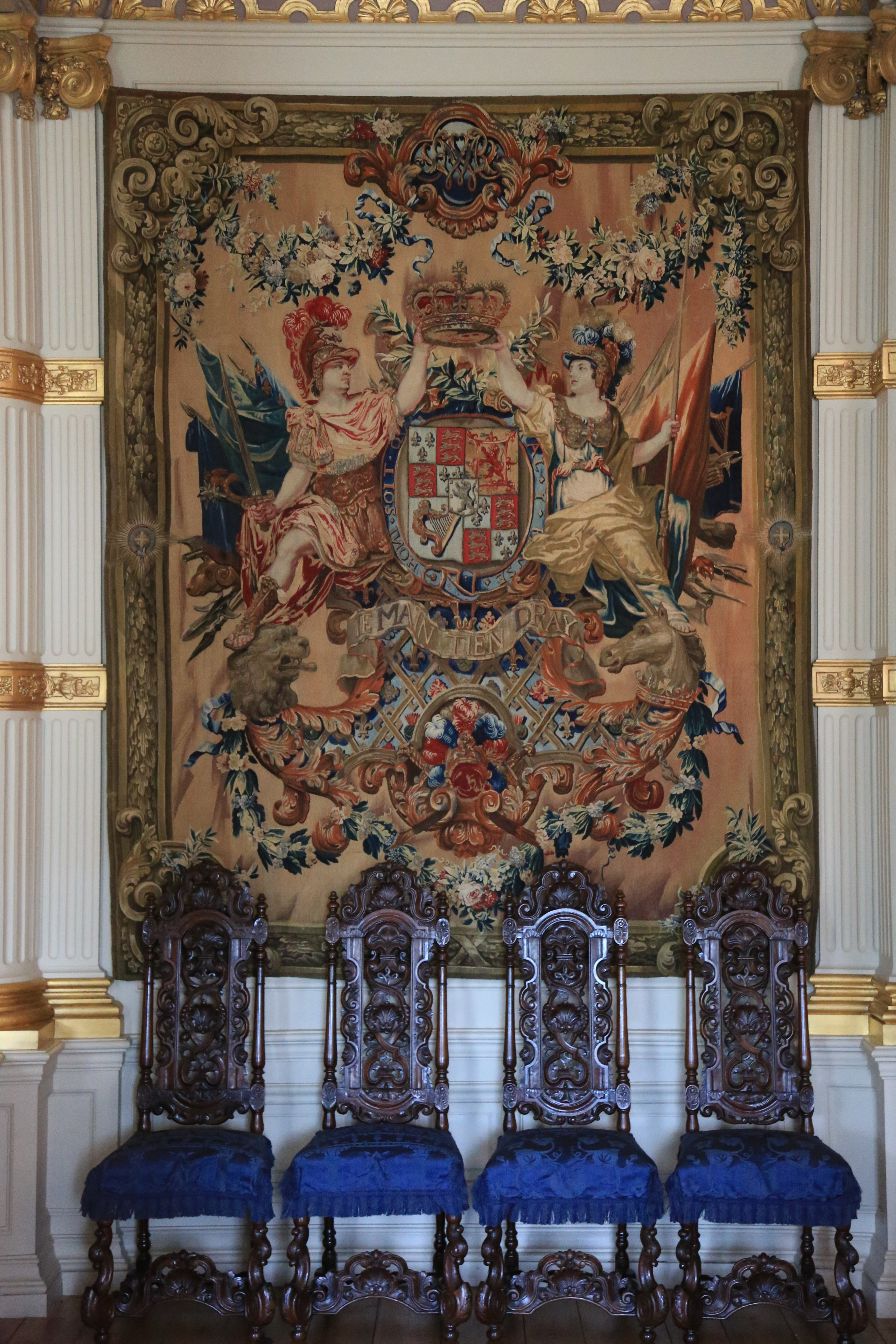
Гербовий гобелен і антикварні стільці, Нова їдальня, фото 2012 р.
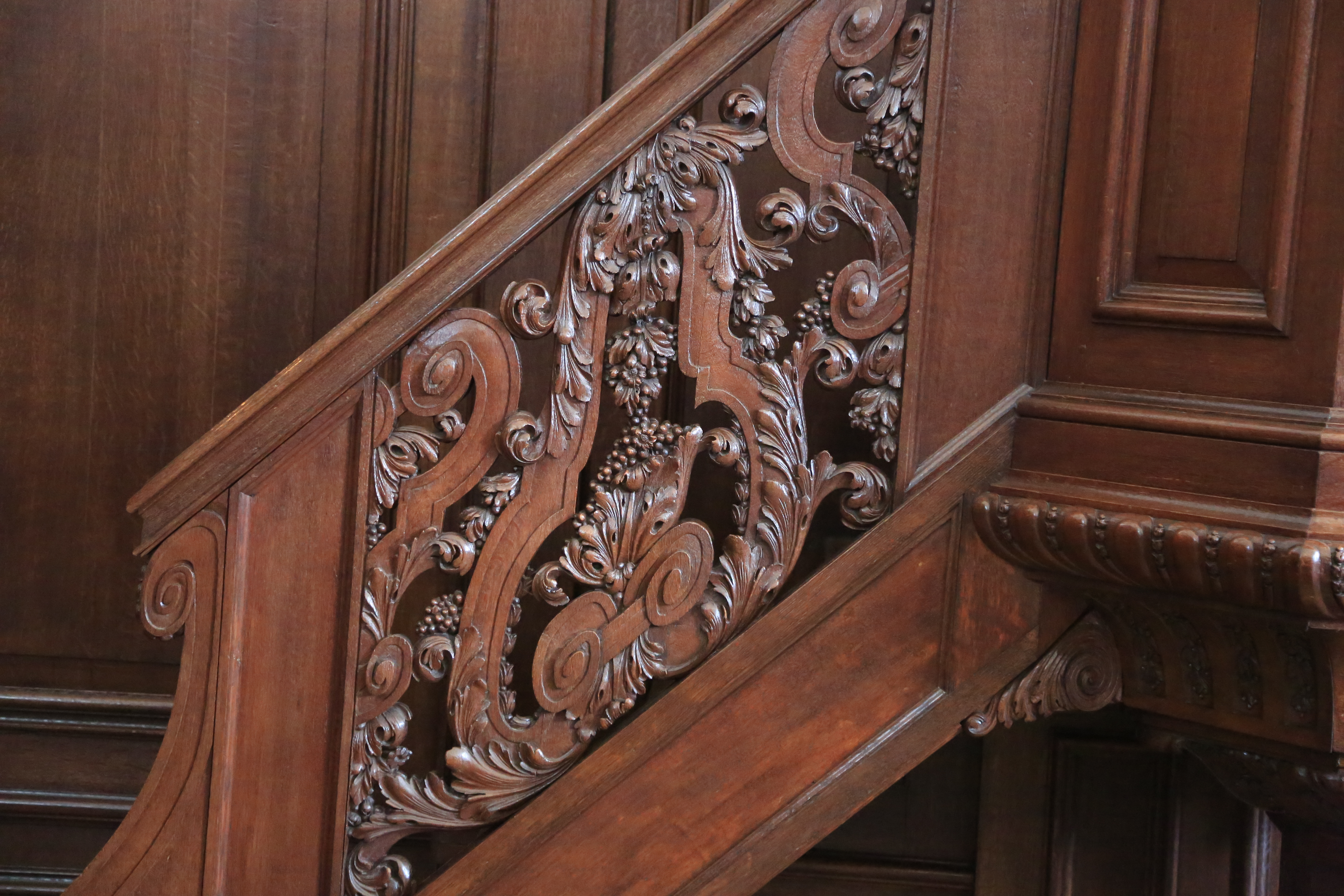
Сходинки і дерев'яні ґратки, палацова каплиця
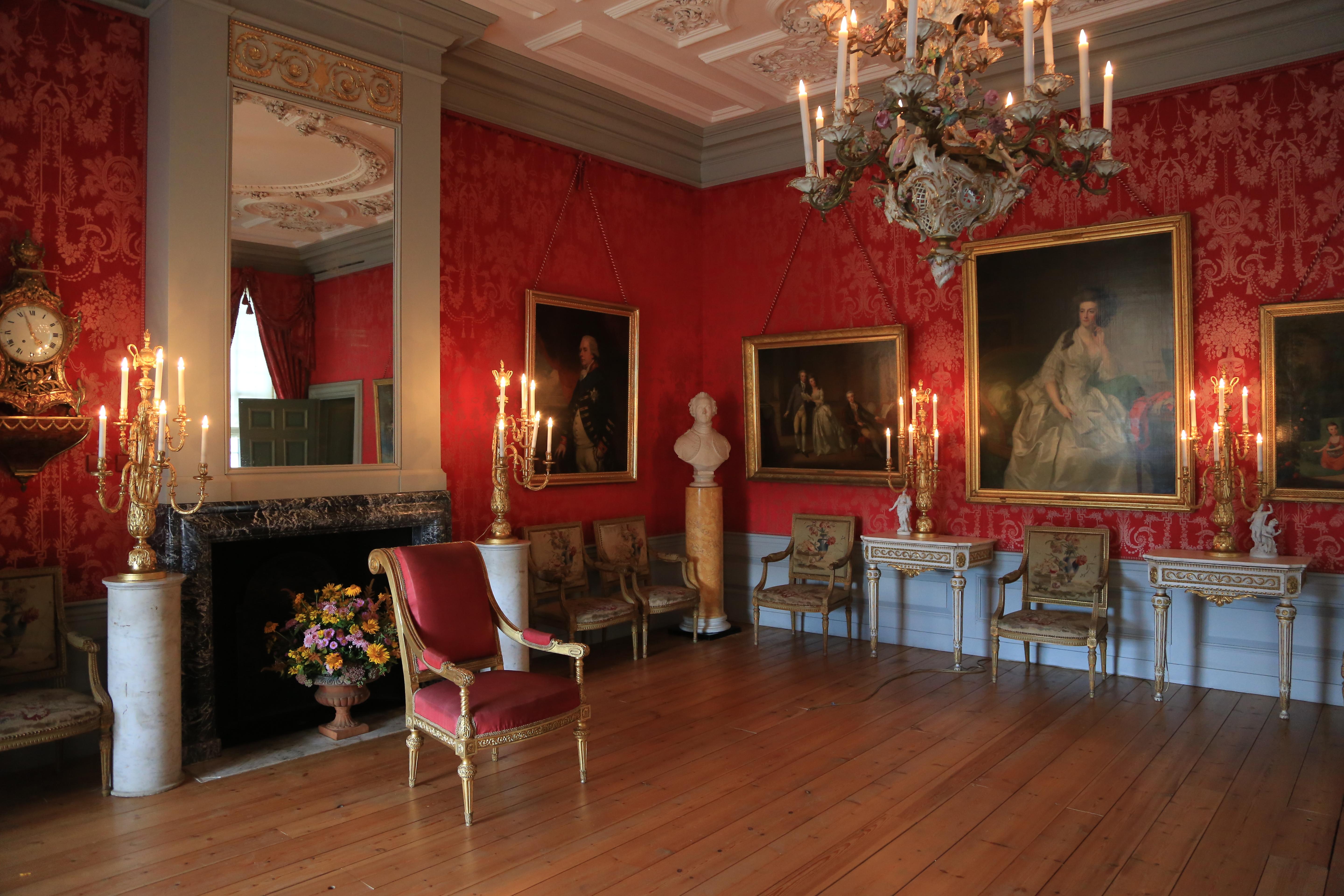
Зала штатгальтера Віллема  V.
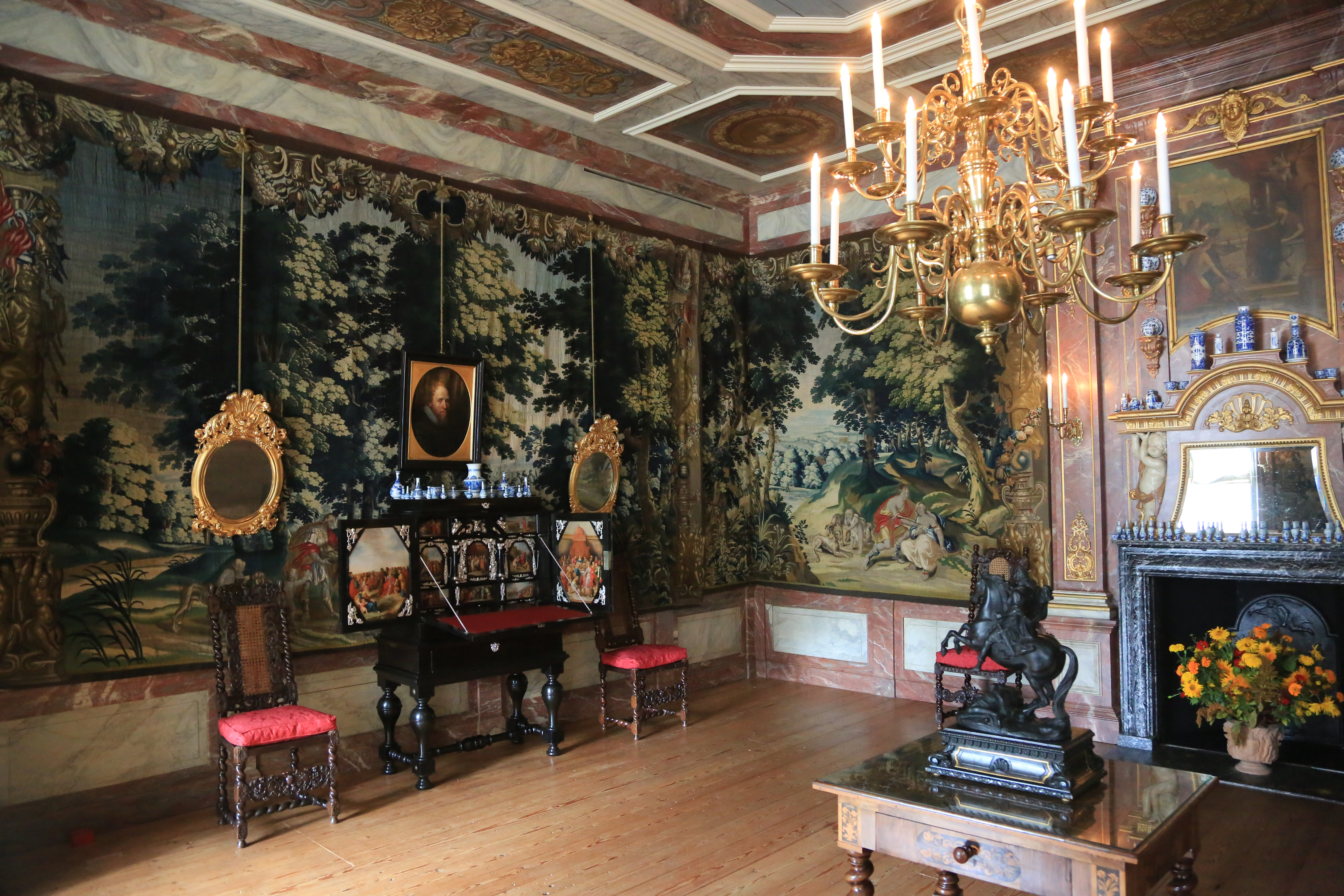
Декор старої їдальні, фото 2012 р.
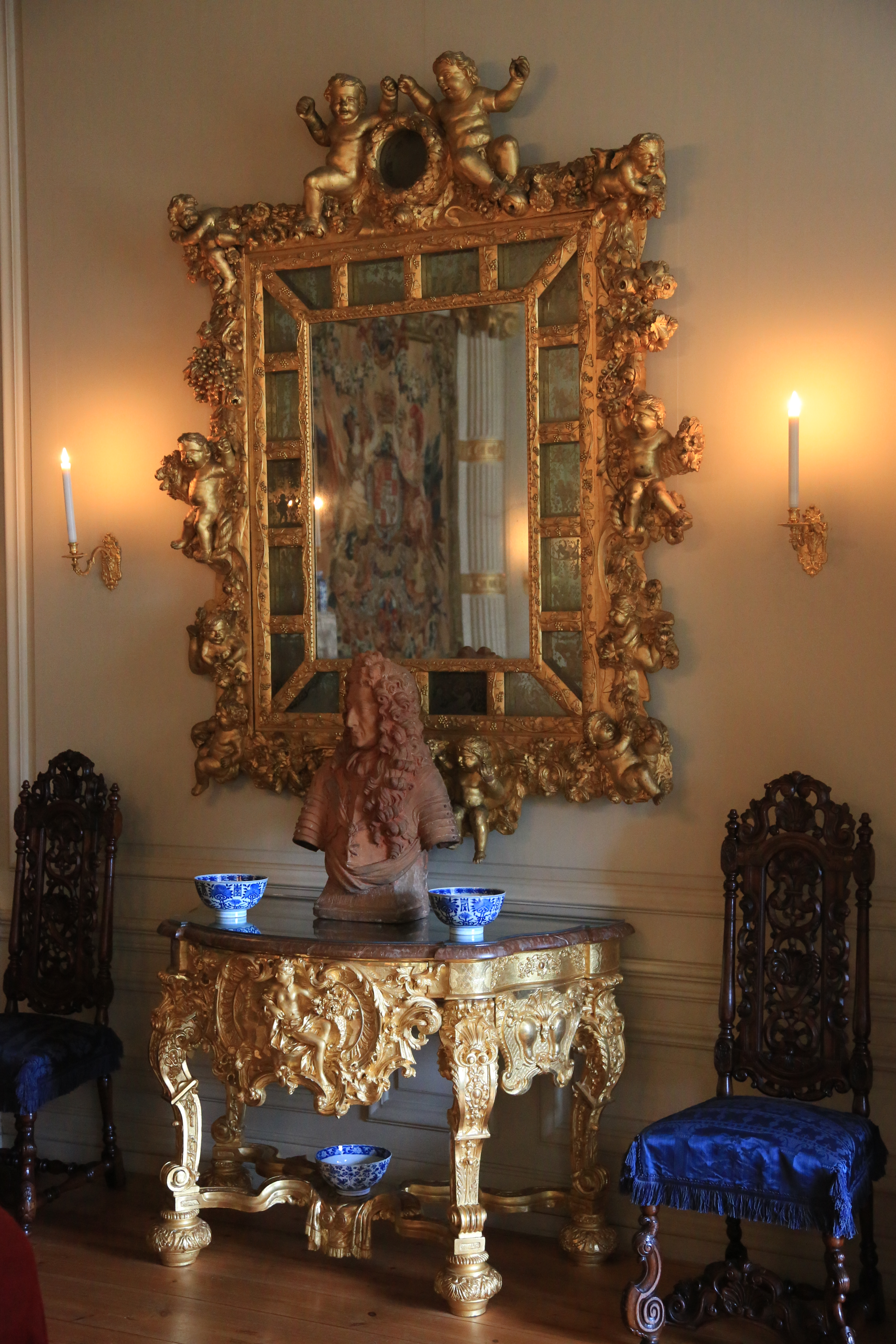
Дзеркало, Нова їдальня, фото 2012 р.
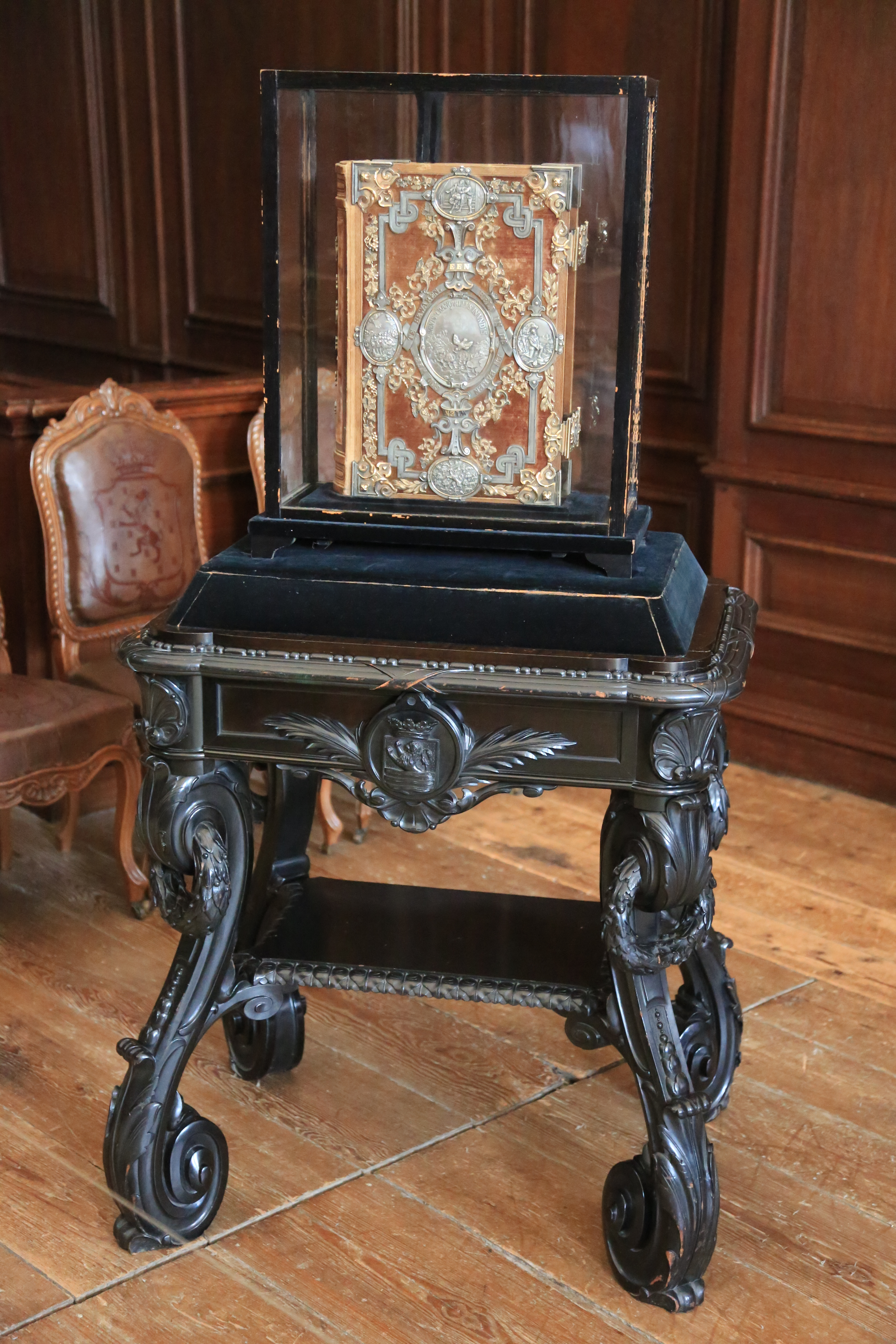
Палацова каплиця. Голландська Біблія